# Wahlkreis Mitte 6
Der Wahlkreis Mitte 6 ist ein Abgeordnetenhauswahlkreis in Berlin. Er gehört zum Wahlkreisverband Mitte und umfasst seit der Abgeordnetenhauswahl 2006 den Ortsteil Gesundbrunnen bis auf das Gebiet südlich des Humboldthains und westlich der Brunnenstraße sowie den südlich der Schulstraße und östlich der Müllerstraße gelegenen Teil des Ortsteils Wedding.

## Abgeordnetenhauswahl 2023
Bei der Wahl zum Abgeordnetenhaus von Berlin 2023 traten folgende Kandidaten an:
| Name                              | Partei           | Anteil der Erststimmen | Anteil der Zweitstimmen |
| --------------------------------- | ---------------- | ---------------------- | ----------------------- |
| Tuba Bozkurt                      | Grüne            | 32,0 %                 | 28,7 %                  |
| Stephan Böhme                     | Die Linke        | 21,1 %                 | 21,5 %                  |
| Melis Yeter                       | SPD              | 16,2 %                 | 14,9 %                  |
| Cem Erkişi                        | CDU              | 15,0 %                 | 14,7 %                  |
| Sarah-Emanuela Gröber             | AfD              | 05,7 %                 | 05,4 %                  |
| Yvonne Zibulski                   | Tierschutzpartei | 03,1 %                 | 02,6 %                  |
| Laura Wamprecht                   | FDP              | 02,8 %                 | 02,8 %                  |
| Andreas Zerlik                    | Die PARTEI       | 02,7 %                 | 02,3 %                  |
| Carola Muysers                    | dieBasis         | 00,8 %                 | 00,6 %                  |
| Wieland Wilkniß                   | Piraten          | 00,7 %                 | 00,4 %                  |
| –                                 | Volt             | –                      | 01,2 %                  |
| –                                 | Team Todenhöfer  | –                      | 01,1 %                  |
| –                                 | Sonstige         | –                      | 03,8 %                  |
| Wahlberechtigte: 26.623 Einwohner |                  |                        |                         |
| Wahlbeteiligung: 50,0 %           |                  |                        |                         |

## Abgeordnetenhauswahl 2021
Bei der im Nachhinein für ungültig erklärten Wahl zum Abgeordnetenhaus von Berlin 2021 traten folgende Kandidaten an:
| Name                              | Partei            | Anteil der Erststimmen | Anteil der Zweitstimmen |
| --------------------------------- | ----------------- | ---------------------- | ----------------------- |
| Tuba Bozkurt                      | Grüne             | 29,8 %                 | 26,2 %                  |
| Stephan Böhme                     | Die Linke         | 22,2 %                 | 22,8 %                  |
| Melis Yeter                       | SPD               | 20,9 %                 | 17,5 %                  |
| Cem Erkişi                        | CDU               | 08,6 %                 | 08,2 %                  |
| Jacqueline Reimann-Wilhelm        | AfD               | 05,0 %                 | 04,8 %                  |
| Laura Wamprecht                   | FDP               | 04,7 %                 | 04,3 %                  |
| Yvonne Zibulski                   | Tierschutzpartei  | 03,1 %                 | 02,0 %                  |
| Andreas Zerlik                    | Die PARTEI        | 02,9 %                 | 02,7 %                  |
| Karsten Wappler                   | dieBasis          | 01,8 %                 | 01,2 %                  |
| Wieland Wilkniß                   | Piraten           | 00,9 %                 | 00,6 %                  |
| –                                 | Team Todenhöfer   | –                      | 03,5 %                  |
| –                                 | Volt              | –                      | 01,4 %                  |
| –                                 | Klimaliste Berlin | –                      | 01,1 %                  |
| –                                 | Sonstige          | –                      | 03,7 %                  |
| Wahlberechtigte: 26.934 Einwohner |                   |                        |                         |
| Wahlbeteiligung: 64,7 %           |                   |                        |                         |

## Abgeordnetenhauswahl 2016
Bei der Wahl zum Abgeordnetenhaus von Berlin 2016 traten folgende Kandidaten an:
| Name                              | Partei           | Anteil der Erststimmen | Anteil der Zweitstimmen |
| --------------------------------- | ---------------- | ---------------------- | ----------------------- |
| Ralf Wieland                      | SPD              | 25,0 %                 | 21,9 %                  |
| Nedim Bayat                       | Grüne            | 24,5 %                 | 21,3 %                  |
| Christian Otto                    | Die Linke        | 19,1 %                 | 19,3 %                  |
| Markus Kunz                       | CDU              | 10,4 %                 | 10,2 %                  |
| Martin Kußmann                    | AfD              | 10,2 %                 | 09,8 %                  |
| Therese Lehnen                    | Piraten          | 04,8 %                 | 03,5 %                  |
| Wolfgang Jockusch                 | FDP              | 04,0 %                 | 04,1 %                  |
| Fatih Tanriverdi                  | Einzelbewerber   | 01,1 %                 | 0–                      |
| Peter Hartmann                    | PSG              | 00,9 %                 | 00,5 %                  |
| –                                 | Die PARTEI       | 0–                     | 04,8 %                  |
| –                                 | Tierschutzpartei | 0–                     | 01,7 %                  |
| –                                 | Sonstige         | 0–                     | 02,9 %                  |
| Wahlberechtigte: 27.576 Einwohner |                  |                        |                         |
| Wahlbeteiligung: 52,6 %           |                  |                        |                         |

## Abgeordnetenhauswahl 2011
Bei der Wahl zum Abgeordnetenhaus von Berlin 2011 traten folgende Kandidaten an:
| Name                              | Partei           | Anteil der Erststimmen | Anteil der Zweitstimmen |
| --------------------------------- | ---------------- | ---------------------- | ----------------------- |
| Ralf Wieland                      | SPD              | 32,5 %                 | 30,5 %                  |
| Alessa Berkenkamp                 | Grüne            | 21,9 %                 | 19,7 %                  |
| Kerstin Neumann                   | CDU              | 16,6 %                 | 16,2 %                  |
| Wolfram Prieß                     | Piraten          | 12,1 %                 | 12,2 %                  |
| Peter Bohl                        | Die Linke        | 09,0 %                 | 08,5 %                  |
| Selcuk Saydam                     | BIG              | 03,9 %                 | 03,5 %                  |
| Walter Tilmann                    | Pro Deutschland  | 02,5 %                 | 01,1 %                  |
| Sven Hilgers                      | FDP              | 01,1 %                 | 01,1 %                  |
| David Strippel                    | BüSo             | 00,3 %                 | 00,2 %                  |
| –                                 | NPD              | –                      | 01,9 %                  |
| –                                 | Die PARTEI       | –                      | 01,6 %                  |
| –                                 | Tierschutzpartei | –                      | 01,6 %                  |
| –                                 | Sonstige         | –                      | 01,9 %                  |
| Wahlberechtigte: 35.550 Einwohner |                  |                        |                         |
| Wahlbeteiligung: 45,6 %           |                  |                        |                         |

## Abgeordnetenhauswahl 2006
Bei der Wahl zum Abgeordnetenhaus von Berlin 2006 traten folgende Kandidaten an:
| Name                              | Partei          | Anteil der Erststimmen |
| --------------------------------- | --------------- | ---------------------- |
| Ralf Wieland                      | SPD             | 39,9 %                 |
| Frank Henkel                      | CDU             | 21,5 %                 |
| Bilkay Öney                       | Grüne           | 15,0 %                 |
| Tobias Schulze                    | Die Linke       | 08,3 %                 |
| Matthias Stöhr                    | WASG            | 06,5 %                 |
| Natja Denk                        | FDP             | 06,2 %                 |
| Tomas Klünner                     | Humanwirtschaft | 01,3 %                 |
| Alexander Pusch                   | BüSo            | 01,2 %                 |
| Wahlberechtigte: 33.203 Einwohner |                 |                        |
| Wahlbeteiligung: 45,5 %           |                 |                        |

## Bisherige Abgeordnete
Da der Wahlkreis erst seit 2006 in der heutigen Form besteht, ist die Angabe bisheriger Abgeordneter erst seitdem möglich.
| Jahr | Name         | Partei | Anteil der Erststimmen |
| ---- | ------------ | ------ | ---------------------- |
| 2023 | Tuba Bozkurt | Grüne  | 32,0 %                 |
| 2021 | Tuba Bozkurt | Grüne  | 29,8 %                 |
| 2016 | Ralf Wieland | SPD    | 25,0 %                 |
| 2011 | Ralf Wieland | SPD    | 32,5 %                 |
| 2006 | Ralf Wieland | SPD    | 39,9 %                 |